# Benash
Benash, de son vrai nom Simon Nganou, est un rappeur et chanteur français, né le 16 février 1994 à Douala au Cameroun.

## Biographie

### Jeunesse
Benash naît le 16 février 1994 à Douala, au Cameroun, où il vit jusqu'à ses 6 ans avant de partir pour la France avec sa mère, ses quatre frères et sa sœur, où il emménage dans le quartier du Square de l'Avre et des Moulineaux à Boulogne-Billancourt, tandis que son père est resté au Cameroun. Amateur de football, il intègre l'Athletic Club de Boulogne-Billancourt à ses 13 ans, mais quitte le club à ses 19 ans.

### Carrière

#### Débuts (S.D.H.S. Family, 40000 Gang, puis solo)
En 2012, Benash rejoint la S.D.H.S. Family (Soldats Des Hauts de Seine Family), un groupe formé par des amis de son quartier dont les clips duquel il figurait avant de l'intégrer. Repéré par Booba, le groupe collabore avec celui-ci au mois de février 2014 sur le titre Porsche Panamera, qui vaudra une plainte à Booba par le BNVCA (Bureau national de vigilance contre l'antisémitisme). Courant 2014, le groupe se renomme 40000 Gang. Porté par les titres Sosa, César, 40K et Paris m'a tué, 40000 Gang sort son premier et unique projet, une mixtape intitulée Anarchie, le 29 juin 2015, sur le label 92i Records. La mixtape connaît un échec commercial s'écoulant, à 2 642 exemplaires seulement, malgré la mise en avant offerte par Booba.
Invité par Booba sur le titre Validée, en août 2015, Benash voit, grâce au succès rencontré par la chanson, sa carrière connaître un second souffle. 

#### CDG (2017)
De retour en 2017, Benash dévoile le single CDG (« Chef De Guerre ») en février, et annonce, peu après, la sortie de son premier album qui porte le même titre. En mars, il invite Booba sur le single Ghetto qui deviendra le titre majeur de l'album. Il part tourner le clip au Cameroun, son pays d'origine, sans la présence de Booba.
L'album CDG sort le 31 mars 2017 et s'écoule à 6 885 exemplaires lors de sa première semaine d'exploitation. L’album est composé de 15 titres et varie entre trap et musiques dansantes aux sonorités africaines.
Le projet contient diverses collaborations avec des artistes du label 92i: Booba, Shay, Damso, Siboy et Darki (ancien membre du 40000 Gang), mais aussi avec Alonzo avec qui il avait déjà collaboré en 2015, sur le titre Cauchemar. L'album est certifié disque d'or en novembre.
Au mois de juin, Benash est invité par Siboy sur le morceau Mobali, avec Damso. Ayant bien marché pendant l'été, avec notamment un clip sorti fin juillet, le morceau est certifié single de platine en octobre.

#### NHB (2018-2020)
Benash dévoile un nouveau single Cardi B, pour le 18 mai 2018, il s'agit d'un morceau bonus qui figure sur son prochain album.
Un an plus tard, il annonce son retour avec un nouvel album intitulé NHB qui sort le 11 octobre 2019.
À l'été 2020, Benash quitte le label 92i Records.